# Taiho
Taihō (japonès: 大宝) va ser una era japonesa (年号, nengō, lit. nom de l'any) que va abastar de l'any 701 al 704.